# Ludwig der Kelheimer (Schiff)
Ludwig der Kelheimer ist der Name eines Fahrgastschiffes, das auf der Donau und dem Main-Donau-Kanal eingesetzt wird.

## Geschichte
Das Schiff wurde 1983 auf der Lux-Werft in Mondorf gebaut. Es wurde nach Ludwig dem Kelheimer benannt und wird von der Personenschifffahrt Steibl GmbH in Kelheim betrieben, zu deren Flotte auch das Fahrgastschiff Maximilian II. gehört.
Laut Werftplakette und den Angaben Dieter Schuberts ist das Schiff 44 Meter lang, 7,20 Meter breit und mit zwei Motoren mit je 307 PS ausgestattet. Es darf 597 Fahrgäste befördern. Der Tiefgang wird bei Schubert aufgrund eines Druckfehlers mit 10,8 Metern angegeben; realistisch dürften die 0,8 Meter sein, die der Homepage des Betreibers zu entnehmen sind. Im Binnenschifferforum werden zum Teil leicht abweichende Daten angegeben, insbesondere eine geringere Motorenleistung von 2 × 260 PS. Dort wird auch erwähnt, dass das Schiff mit einer Querstrahlsteueranlage ausgestattet ist.